# Aardbeving Papoea 2010
De aardbeving bij Papoea op 16 juni 2010 gebeurde om 12:16 plaatselijke tijd (03:16 UTC). Het epicentrum lag in de Indonesische provincie Papoea.
De aardbeving verwoestte 9 dorpen, te weten Aiyari, Randawaya, Hamtimoi, Karowaiti, Waita, Waridoni, Tarra, Larelahiti en Wabudayar, en doodde 17 mensen. Meer dan 2.500 huizen werden verwoest. Serui op Japen en de naburige kust van het vasteland werd getroffen door een kracht van meer dan VII op de Schaal van Mercalli, en meer dan VI op het eiland Biak. Veel gebouwen werden beschadigd op het eiland Japen.

## Tektonische achtergrond
Indonesië ligt op een onstabiele breuklijn, die ook wel de Ring of Fire wordt genoemd. Vandaar dat hier vaak aardbevingen voorkomen, zoals de aardbeving van 2005 en de zeebeving van 2004 met een kracht van 9,3 op de schaal van Richter.